# Превље
Превље је насељено место у Босни и Херцеговини у општини Коњиц у Херцеговачко-неретванском кантону које административно припада Федерацији Босне и Херцеговине. Према попису становништва из 1991. у насељу је живјело 91 становника.

## Географија
Насеље се налази 2 км јужно од Коњица.
По последњем службеном попису становништва из 1991. године, у насељу Превље живело је 36 становника. Сви становници су били Муслимани. Муслимани се данас углавном изјашњавају као Бошњаци.